# Al-Alam (Marokko)
al-Alam er en arabisk marokkansk nyhedsavis, som bliver udgivet af det nationalistiske Istiqlal-parti. Avisen blev grundlagt den 19. september 1945.
I 2001 var oplaget af al-Alam omkring 100.000 eksemplarer, hvilket gjorde det til landets næststørste avis. I 2003 var oplaget faldet til 18.000.